# Hawaii (2013)
Hawaii é um filme argentino de 2013, do gênero drama romântico, do cineasta Marco Berger. Conta a história de dois jovens, de diferentes origens sociais, que se cruzam em uma inusitada situação no campo e acabam desenvolvendo uma crescente atração um pelo outro.

## Enredo
Eugenio (Manuel Vignau) busca inspiração para o roteiro que está escrevendo enquanto passa o verão hospedado na casa dos tios no campo. Ele encontra Martín (Mateo Chiarino), um jovem em busca de trabalho temporário, que regressou à sua cidade natal para morar com uma tia, sem saber que ela mudara-se sem deixar endereço. Como Martín não tem para onde ir, acaba se alojando em um terreno no meio da mata. Eugenio acaba descobrindo que Martín fora seu colega de infância e o contrata durante o verão para fazer reparos na casa. Entre os encontros diários, uma nova amizade vai desabrochando entre ambos, ao mesmo tempo em que Martín tenta esconder do amigo sua atual residência, e Eugenio, os desejos que acaba aparecendo.

## Elenco
- Manuel Vignau ... Eugenio
- Mateo Chiarino ... Martín
- Luz Palazón ... A senhora
- Antonia De Michelis ... A vizinha
- Manuel Martínez Sobrado ... Irmão de Eugenio

## Produção
Hawaii foi produzido por uma parceria entre o diretor e roteirista Marco Berger e o músico/compositor Pedro Irusta. O projeto foi financiado através de campanhas Kickstarter. A primeira, com um orçamento-alvo de 40 mil dólares, terminou sem sucesso. A campanha então foi relançada com um orçamento-alvo menor de 20 mil, arrecadando com sucesso 27 mil dólares, permitindo que o projeto continuasse.
O ator Manuel Vignau soma com Hawaii seu terceiro trabalho com Marco Berger. Em 2008, Manuel participou do primeiro curta de Berger, Una última voluntad, ao lado de Lucas Ferraro, seu companheiro de cena em Plan B, o primeiro longa de Berger, produzido em 2009.
Berger descreveu Hawaii como uma história de amor clássica, sob uma perspectiva contemporânea, observando que o enredo evoca a mesma analogia de amor entre duas pessoas de diferentes contextos sociais, retratando o jogo cruel que a sociedade propõe e a maneira como ambos os lados lidam com a situação.

## Exibições
Hawaii foi selecionado para exibição no Festival Internacional de Cinema Independente de Buenos Aires (BAFICI), no BFI FLARE: Festival de Cinema LGBT de Londres, no Thessaloniki International Film Festival, na Grécia, e em festivais de cinema em Barcelona, Seul, Taipei, Copenhague e Berlim.

## Prêmios e Indicações
| Ano  | Premiação                                        | Categoria                     | Resultado |
| ---- | ------------------------------------------------ | ----------------------------- | --------- |
| 2015 | Festival Internacional de Cinema de Palm Springs | Melhor Filme Latino-americano | Indicado  |